# エッシャー原理
エッシャー原理（エッシャーげんり、英: Esscher principle）とは、保険料計算原理の1つであり、{\displaystyle \pi [X]=E[Xe^{hX}]/E[e^{hX}]} により与えられ。この原理では、{\displaystyle Y=Xe^{hX}/m_{X}(h)} なるリスクに対する純保険料を導かれる。ここで、{\displaystyle m_{X}(h)} は、積率母関数を表す。